# Hurstville City
Koordinaten: 33° 58′ S, 151° 6′ O

Hurstville City war ein lokales Verwaltungsgebiet (LGA) im australischen Bundesstaat New South Wales. Hurstville gehörte zur Metropole Sydney, der Hauptstadt von New South Wales. Das Gebiet war 23 km² groß und hatte etwa 79.000 Einwohner.
2016 wurde Hurstville City mit dem Kogarah Council zum Georges River Council verschmolzen.

## Gliederung
Hurstville lag im Südwesten des inneren Bereichs von Sydney nördlich des Georges River etwa 15 bis 20 km südwestlich des Stadtzentrums von Sydney. Das Gebiet beinhaltete 24 Stadtteile: Gungah Bay, Hurstville Westfield, Jew Fish Point, Kingsway, Kingsway West, Lugarno, Lugarno North, Mortdale Heights, Oatley West, Peakhurst, Peakhurst Heights, Peakhurst South, Peakhurst West und Teile von Allawah, Beverly Hills, Beverly Hills North, Carlton, Hurstville, Kingsgrove, Mortdale, Narwee, Oatley, Penshurst und Riverwood. Der Verwaltungssitz des Councils befand sich im Stadtteil Hurstville im äußersten Osten der LGA.

## Verwaltung
Der Hurstville City Council hatte zwölf Mitglieder, die von den Bewohnern von drei Wards gewählt wurden (je vier aus Hurstville, Peakhurst und Penshurst Ward). Diese drei Bezirke waren unabhängig von den Ortschaften festgelegt. Aus dem Kreis der Councillor rekrutierte sich auch der Mayor (Bürgermeister) des Councils.

## Städtepartnerschaft
- 1987 Hastings, New South Wales, Australien
- 1994 Shiroishi, Miyagi, Japan
- 1998 Changzhou, Jiangsu, Volksrepublik China

## Persönlichkeiten
- Neville Hayes (1943–2022), Schwimmer
- Brett Dutton (* 1966), Radrennfahrer
- Bree Masters (* 1995), Sprinterin
- Marco Tilio (* 2001), Fußballspieler